# Valle de Topía
Valle de Topía är en ort i Mexiko.   Den ligger i kommunen Topia och delstaten Durango, i den centrala delen av landet, 1 000 km nordväst om huvudstaden Mexico City. Valle de Topía ligger 1 557 meter över havet och antalet invånare är 444.
Terrängen runt Valle de Topía är bergig åt nordväst, men åt sydost är den kuperad. Valle de Topía ligger nere i en dal.  Trakten runt Valle de Topía är nära nog obefolkad, med mindre än två invånare per kvadratkilometer. Närmaste större samhälle är Topía, 15,5 km väster om Valle de Topía. I omgivningarna runt Valle de Topía växer huvudsakligen savannskog.